# Habronattus nahuatlanus
Habronattus nahuatlanus är en spindelart som beskrevs av Griswold 1987. Habronattus nahuatlanus ingår i släktet Habronattus och familjen hoppspindlar. Inga underarter finns listade i Catalogue of Life.